# Stages: Three Days in Mexico

Capa do DVD

Stages foi um DVD lançado por Britney Spears com o propósito de mostrar os bastidores do Dream Within' a Dream Tour, turnê de três dias no México. Stages não foi lançado oficialmente no Brasil. Ele mostra os bastidores da turnê, porém, na hora do espetáculo no terceiro dia, Britney cancela o show depois de cantar a música Stronger devido a problemas causados por uma forte chuva que inunda o palco, deixando os espectadores enlouquecidos.